# AlgaeBase
AlgaeBase (ч. „алџибејс”) веб-сајт је Глобалне базе података врста (енгл. Global Species Database, GSD) који пружа информације о свим групама алги, те о једној групи скривеносеменица — морским травама.
AlgaeBase се развио из веб-сајта Мајкла Гвајерија о морској трави, те постао база података алги широм света — оних у свежим, терестријалним и брактичним водама, као и оних у океанским хабитатима. AlgaeBase је 2005. година имала око 65.000 уноса, а септембра 2006. око 122.240 имена врста и инфраврста налазило се у овој бази података, са 5.826 слика, 38.290 библиографских јединица, 138.706 дистрибутивних записа. Најкомплетнији подаци су били за морске алге — поготово морске траве. Око 30.000 врста алги је било обухваћено, од чега су најкомплетније биле евидентиране Rhodophyta (6000 врста), морска Chlorophyta (1500 врста) и Phaeophyceae (1755 врста). Силикатне алге и мање слатководне зелене алге августа 2010. године биле су најнекомплетније групе.
Крајем децембра 2016. је било 146.838 врста и инфраврста, 19.825 слика, 56.027 библиографских јединица, те 336.094 дистрибутивна записа.
Програмирање је урађено преко VisualID-а (http://visualid.com/) [Пјер Кејперс и Каоалт Гвајери], а компилација података финансира се програмима PRTLI 3 и 4 Одељења Ирске владе за образовање и науку (http://www.hea.ie/en/prtli).